# Andrews (Florida)
Andrews ist ein census-designated place (CDP) im Levy County im US-Bundesstaat Florida mit 837 Einwohnern (Stand: 2020).

## Geographie
Andrews grenzt an die Städte Chiefland und Fanning Springs und wird auf einer gemeinsamen Trasse von den U.S. Highways 19, 27 Alternate und 98 durchquert. Der CDP liegt rund 20 km westlich von Bronson sowie etwa 160 km südwestlich von Jacksonville.

## Demographische Daten
Laut der Volkszählung 2010 verteilten sich die damaligen 798 Einwohner auf 361 Haushalte. Die Bevölkerungsdichte lag bei 45,1 Einw./km². 94,4 % der Bevölkerung bezeichneten sich als Weiße, 0,9 % als Afroamerikaner, 0,4 % als Indianer und 0,5 % als Asian Americans. 1,9 % gaben die Angehörigkeit zu einer anderen Ethnie und 2,0 % zu mehreren Ethnien an. 6,0 % der Bevölkerung bestand aus Hispanics oder Latinos.
Im Jahr 2010 lebten in 30,5 % aller Haushalte Kinder unter 18 Jahren sowie 38,3 % aller Haushalte Personen mit mindestens 65 Jahren. 71,8 % der Haushalte waren Familienhaushalte (bestehend aus verheirateten Paaren mit oder ohne Nachkommen bzw. einem Elternteil mit Nachkomme). Die durchschnittliche Größe eines Haushalts lag bei 2,59 Personen und die durchschnittliche Familiengröße bei 3,00 Personen.
25,0 % der Bevölkerung waren jünger als 20 Jahre, 22,2 % waren 20 bis 39 Jahre alt, 24,7 % waren 40 bis 59 Jahre alt und 28,1 % waren mindestens 60 Jahre alt. Das mittlere Alter betrug 43 Jahre. 49,6 % der Bevölkerung waren männlich und 50,4 % weiblich.
Das durchschnittliche Jahreseinkommen lag bei 35.637 $, dabei lebten 8,8 % der Bevölkerung unter der Armutsgrenze.
Im Jahr 2000 war Englisch die Muttersprache von 100 % der Bevölkerung.

## Wirtschaft
Eine nennenswerte Industrie gibt es nicht. Die hauptsächlichen Beschäftigungszweige sind: Ausbildung, Gesundheit und Soziales: (10,5 %), Handel / Einzelhandel: (11,2 %), Finanzen, Versicherungen und Immobilien: (12,9 %), Transport und Verkehr, Lagerhaltung: (17,5 %).